# Z4
El Z4 va ser el primer ordinador digital comercialitzat del món. Va ser dissenyat per l'enginyer alemany Konrad Zuse i construït per la seva companyia Zuse Apparatebau entre 1942 i 1945. El Z4 va ser el resultat final de Zuse pel disseny del Z3. Com el Z3 era una màquina electromecànica.

## Construcció
El Z4 era molt similar al Z3 en el seu disseny però va ser significativament més avançat en una sèrie d'aspectes. La memòria constava de 32 bits en lloc de paraules de coma flotant de 22 bits. Una unitat especial anomenada Planfertigungsteil (unitat de construcció de programes), que premia les cintes de programa va permetre que la programació i la correcció de programes que efectuava la màquina fos més fàcil amb l'ús d'operacions simbòliques i cèl·lules de memòria. Els números i la sortida es van introduir en sistema de comes flotants decimals encara que el treball intern va ser en binari. La màquina tenia un gran repertori d'operacions que incloïa l'arrel quadrada, MAX, MIN i sinus. Quan es va enviar a ETH Zurich la màquina tenia una instal·lació de salt condicional afegit i podia imprimir en una màquina d'escriure de la marca Mercedes. Hi havia dues cintes de programa, de les quals, la segona podia ser usada per a sostenir una subrutina (originalment, se n'havien planificat sis).
El 1944, Zuse treballava en el Z4 amb unes dues dotzenes de persones. Alguns enginyers que van treballar en les instal·lacions de telecomunicacions de l'OKW també van treballar per Zuse com una ocupació secundària. Per evitar que caigués en mans dels soviètics, el Z4 va ser evacuat de Berlín al febrer de 1945 i es va transportar a Göttingen. El Z4 es va completar a Göttingen en una instal·lació de la Aerodynamische Versuchsanstalt (AVA, Institut de recerca aerodinàmica), que va ser encapçalada per Albert Betz. Però quan es va presentar als científics de l'AVA els enemics eren molt a prop de descobrir el parador de la màquina, pel que l'ordinador es va transportar amb un camió de la Wehrmacht fins a Hinterstein, on Konrad Zuse es va reunir amb Wernher von Braun.

## Ús després de la 2a Guerra Mundial
El 1949, el matemàtic suís Eduard Stiefel, després de tornar d'una estada als EUA, on va inspeccionar els equips americans, va visitar Zuse i el Z4. Quan va formular una equació diferencial a Zuse, que immediatament va programar el Z4 per resoldre-ho, Stiefel va decidir adquirir l'ordinador per la seva institució a Suïssa, l'Institut Federal Suís de Tecnologia de Zuric (ETH Zuric). Va ser lliurat a l'ETH Zuric al setembre de 1950. El 1954, el Z4 va ser traslladat al Institut Franco-Allemand des Recherches de St. Louis a França, on va romandre en ús fins a 1959. Avui en dia, el Z4 es troba en exhibició al Deutsches Museum de Múnic. El Z4 va inspirar l'ETH a construir el seu propi ordinador (principalment per Ambros Speiser i Eduard Stiefel), que va ser anomenat ERMETH, un acrònim per a l'alemany: Elektronische Rechenmaschine ETH .
El 1950 o 1951, el Z4 va ser l'únic ordinador digital que funcionés a l'Europa continental (els britànics n'havien desenvolupat diversos, uns onze probablement), i el segon ordinador digital comercialitzat del món, superant la Ferranti Mark 1 en cinc mesos i el UNIVAC I en deu mesos, només superat pel BINAC (encara que mai va arribar a funcionar en les instal·lacions dels compradors). Els altres ordinadors, tots numerats amb una Z davant, van ser construïts per Zuse i la seva companyia. Són destacables el Z11, que va ser venut a la indústria de l'òptica i a les universitats, i el Z22.
El Z4 es va utilitzar per als càlculs de la presa de la Grande Dixence.

## Especificacions tècniques
- Freqüència: al voltant d'uns 40 hertz
- Velocitat de càlcul mitjana: 400 ms per una suma, 3 segons per una multiplicació. Una hora per operacions aritmètiques d'aproximadament 1000 comes flotants
- Programació: pel·lícula de 35 mm perforada en una màquina de programació
- Entrada: comes flotants decimals, cinta perforada
- Sortida: comes flotants decimals, cinta perforada i màquina d'escriure Mercedes
- Longitud de paraula: comes flotants de 32 bits
- Elements: uns 2500 relés
- Memòria: memòria mecànica (64 paraules, 32 bits)
- Consum: uns 4 kW